# Cryptoclidus
Cryptoclidus var ett släkte små plesiosaurier (svanödlor) som blev ca 3 meter långa. Cryptoclidus levde under juraperioden för ca 150 miljoner år sedan. Fossiler har hittats i Västeuropa. De hade relativt kort hals med kraftiga paddelfenor som var utmärkta att simma med. Huvudfödan var fisk och andra små vattendjur.